# Емашево
Емашево (баш. Ямаш) — село в Бирском районе Республики Башкортостан Российской Федерации. Входит в состав Осиновского сельсовета.

## География

### Географическое положение
Расстояние до:
- районного центра (Бирск): 26 км,
- центра сельсовета (Осиновка): 10 км,
- ближайшей ж/д станции (Уфа): 130 км.

## Население
| 2002 | 2009 | 2010 |
| ---- | ---- | ---- |
| 254  | ↗263 | ↘148 |

Согласно переписи 2002 года, преобладающая национальность — русские (71 %).